# Toxidia inornatus
Toxidia inornatus, bướm nhảy cỏ không đốm hay bướm nhảy inornata là một loài bướm thuộc Họ Bướm nhảy. Chúng được tìm thấy ở Indonesia (Papua, quần đảo Aru, quần đảo Kei), New Guinea, Cape York của Úc và các quần đảo xung quanh.
Sải cánh dài khoảng 25 mm.
Ấu trùng ăn các loài Họ Hòa thảo, bao gồm Brachiaria reptans. Chúng sống trong các mảnh vụn dưới chân cây chủ hoặc trong một lớp lá che chở bởi tơ.

## Phụ loài
- Toxidia inornatus inornatus  (Butler, 1883)  (Aru Islands, Kei Islands, Queensland)
- Toxidia inornatus sekara (Plötz, 1885) (New Guinea)
- ?Toxidia inornatus anga Evans 1949